# گریت گلومزر
گریت گلومزر (آلمانی: Gerrit Glomser؛ زادهٔ ۱ آوریل ۱۹۷۵) دوچرخه‌سوار اهل اتریش است. وی در بازی‌های المپیک تابستانی ۲۰۰۰ و ۲۰۰۴ شرکت کرده‌است.